# Conophyma rufitibia
Conophyma rufitibia is een rechtvleugelig insect uit de familie Dericorythidae. De wetenschappelijke naam van deze soort is voor het eerst geldig gepubliceerd in 1995 door Li & Ti.